# Toomas Sõmera
Toomas Sõmera (* 17. Februar 1945 in Tallinn; † 6. Januar 2022) war ein estnischer Politiker und Experte für Informationstechnologie.

## Leben
Toomas Sõmera studierte bis 1975 Radioingenieurwesen am Tallinner Polytechnischen Institut, der heutigen Technischen Universität Tallinn.
Er war vom 3. April 1990 bis zum 20. Juni 1991 Infrastrukturminister (sideminister) in der ersten demokratischen (Übergangs-)Regierung Estlands nach dem Zweiten Weltkrieg. Die Regierung wurde von Ministerpräsident Edgar Savisaar geführt.
Mit Gesetz vom 16. April 1991 wurden das Infrastrukturministerium und das Verkehrsministerium zusammengeführt. Sõmeras Amt übernahm der bisherige Verkehrsminister Tiit Vähi.
Anschließend war Sõmera vor allem in der Telekommunikationsbranche tätig. Im September 2000 schied er als Vorstandsvorsitzender von Eesti Telekom aus. Sõmera war danach weiterhin bei verschiedenen Stiftungen für Informationstechnologie aktiv.